# Ommatius pictipennis
Ommatius pictipennis är en tvåvingeart som beskrevs av Jacques-Marie-Frangile Bigot 1875. Ommatius pictipennis ingår i släktet Ommatius och familjen rovflugor. Inga underarter finns listade i Catalogue of Life.